# Nannosquilla schmitti
Nannosquilla schmitti är en kräftdjursart som först beskrevs av Manning 1962.  Nannosquilla schmitti ingår i släktet Nannosquilla och familjen Nannosquillidae. Inga underarter finns listade i Catalogue of Life.